# Ranko Simović
Ranko Simović (in serbo Ранко Симовић?; Podgorica, 7 giugno 1999) è un cestista serbo.